# ТЕС Хассі-Месауд
ТЕС Хассі-Месауд – теплова електростанція на північному сході центральної частини Алжиру.
Ще в 20 столітті в районі гігантського нафтового родовища Хассі-Месауд запустили цілий ряд газотурбінних електростанцій – Хассі-Месауд-Південь (1973), Хассі-Месауд-Північ (1978), Хассі-Месауд-Захід (1999), які обслуговували потреби промислів. В 2012-му, на тлі наявного дефіциту генеруючих потужностей в країні, видали замовлення італійській компанії Ansaldo на спорудження тут ще однієї ТЕС, майданчик для якої обрали за 13 км на північний захід від містечка Хассі-Месауд. Основне обладнання цієї станції складається з трьох встановлених на роботу у відкритому циклі газових турбін типу AE 94.3A загальною потужністю 660 МВт.
Як паливо використовують природний газ, який у великих обсягах продукує газопереробний комплекс родовища Хассі-Месауд.